# The Hague Open 2012
Il The Hague Open 2012 è stato un torneo professionistico di tennis giocato sulla terra rossa. È stata la 20ª edizione del torneo che fa parte dell'ATP Challenger Tour nell'ambito dell'ATP Challenger Tour 2012. Si è giocato Scheveningen nei Paesi Bassi dal 9 al 15 luglio 2012.

## Partecipanti

### Teste di serie
| Nazionalità | Giocatore          | Ranking* | Testa di serie |
| ----------- | ------------------ | -------- | -------------- |
| Polonia     | Jerzy Janowicz     | 136      | 1              |
| Russia      | Tejmuraz Gabašvili | 147      | 2              |
| Francia     | Augustin Gensse    | 150      | 3              |
| Spagna      | Íñigo Cervantes    | 152      | 4              |
| Argentina   | Martín Alund       | 158      | 5              |
| Francia     | Kenny de Schepper  | 160      | 6              |
| Argentina   | Máximo González    | 170      | 7              |
| Rep. Ceca   | Jan Mertl          | 174      | 8              |

- Ranking al 25 giugno 2012.

### Altri partecipanti
Giocatori che hanno ricevuto una wild card:
- Kimmer Coppejans
- Thiemo de Bakker
- Mark de Jong
- Matwé Middelkoop

Giocatori passati dalle qualificazioni:
- Rameez Junaid
- Thiago Monteiro
- Jurij Ščukin
- Alexandre Sidorenko

## Campioni

### Singolare
- Jerzy Janowicz ha battuto in finale  Matwé Middelkoop con il punteggio di 6–2, 6–2

### Doppio
- Antal van der Duim /  Boy Westerhof hanno battuto in finale  Rameez Junaid /  Simon Stadler con il punteggio di 6–4, 5–7, [10–7]